# Гудуин (дукс Неаполя)
Гу́дуин (Гундуй; ср.-греч. Γούδουϊς, лат. Guduin; умер не ранее 603) — византийский военачальник в правление императора Маврикия и дукс Неаполя при императоре Фоке (конец VI — начало VII века); участник аваро-византийских и византийско-славянских войн.

## Биография
Гудуин известен из нескольких раннесредневековых исторических источников: в том числе, из трудов Феофилакта Симокатты, Феофана Исповедника и Георгия Кедрина, а также одного письма папы римского Григория I Великого.
О происхождении и ранних годах жизни Гудуина сведений не сохранилось. Судя по имени, он был германцем: скорее всего, лангобардом. Возможно, Гудуин был среди тех лангобардов, которые перешли на службу к Византии вместе с герцогом Дроктульфом. Предполагается, что под командованием Дроктульфа он сражался со своими соплеменниками в Италии.
В конце VI века Гудуин упоминался как военачальник, служивший во Фракии под началом военного магистра Приска. В трудах византийских историков Гудуин наделялся должностью «таксиарх», что для того времени было анахронизмом. В действительности же он, вероятно, был одним из дук византийской армии.
Летом 595 года Гудуин был направлен Приском против аваров, чтобы возвратить захваченный теми Сингидунум. Возглавляемое им войско (частью сушей, частью на судах) прибыло к городу и начало подготовку к осаде. Опасаясь, что оставшиеся в Сингидунуме жители могут восстать, аварский гарнизон спешно покинул город. Таким образом Гудуин успешно выполнил поручение Приска, даже не вступив в бой с аварами. Сразу же после вступления византийской армии в Сингидунум по приказу Гудуина началось и было быстро закончено восстановление разрушенных аварами городских стен.
Позднее (возможно, в 596 или 597 году) Приск передал под командование Гудуина 2000 византийских тяжеловооружённых воинов и направил его в Далмацию, куда с войском вторгся аварский каган. Здесь Гудуин завлёк в засаду охранявший ставку правителя Аварского каганата отряд и уничтожил его. Затем напав на аварский лагерь, он захватил все находившиеся там сокровища, которые отослал к Приску во Фракию. По утверждению Феофилакта Симокатты, каган был настолько удручён этим поражением, что более полутора лет не предпринимал активных военных действий против византийцев.
О службе Гудуина во Фракии сообщается и в свидетельствах о событиях самого начала VII века. Он упоминался как ипостратиг, хотя, возможно, в действительности занимал вакантную в то время должность военного магистра (лат. magister militum vacans) Фракии, находясь в подчинении куропалата Петра, брата императора Маврикия. Летом 602 года Гудуин командовал вторжением в земли славян. Во время этого похода византийцы переправились через Дунай, многих славян убили или пленили, а затем по приказу Петра расположились лагерем на северном берегу реки, хотя это вызвало среди воинов недовольство. Осенью того же года Гудуин был в Паластолуме, когда византийское войско подняло мятеж против Петра и провозгласило новым императором Фоку. Имея к Гудуину полное доверие, византийский военачальник просил у него совета, как ему поступить: остаться при войске или уехать под защиту брата. В результате, Пётр бежал из военного лагеря в Константинополь. Гудуин же, судя по дальнейшим событиям, поддержал притязания Фоки на престол.
В более поздних свидетельствах современников Гудуин также упоминался как «дукс Неаполя» (лат. dux Neapolitanus). Он первый из византийцев, называвшийся в современном ему источнике с такой должностью. Скорее всего, полномочия дуксов Неаполя были тождественны полномочиям держателей должностей военного магистра и дукса Кампании, несколько раз зафиксированных в документах VI—VII веков. Возможно, изменение названия должности было связано с окончательным перемещением резиденции местных византийских правителей в Неаполь. Под управлением назначенных на эти должности персон находились земли от Палермо до Террачины. Возможно, карьере Гудуина способствовала проявленная им преданность императору Фоке. Скорее всего, в Неаполе он стал преемником дукса Кампании Гудескалька, сведения о котором датируются 599 или 600 годом. Возможно, Гудуин получил должность дукса Неаполя ещё до своего похода на славян в 602 году.
В декабре 603 года папа римский Григорий I Великий отправил Гудуину письмо с требованием наказать византийского воина, изнасиловавшего монахиню, а затем отпущенного на свободу из-за ложных клятв свидетелей. В послании глава Святого Престола писал о дуксе Неаполя как о приверженце неприкосновенности целомудрия и поборнике воинской дисциплины, но в случае бездействия Гудуина обещал не оставить поступок того без наказания. Сохранилось ещё несколько посланий Григория I Великого к другим людям из Неаполя и Кампании. Такая вовлечённость папы римского в дела этой части Византийской Италии, возможно, свидетельствует, что Григорий I Великий ратовал за усиление самостоятельности местных дуксов от власти императорского двора в Константинополе. Скорее всего, целью папы римского была организация с помощью этих персон эффективной защиты клира и церковных владений от посягательств как местной знати, так и лангобардов. Какие меры Гудуин принял в ответ на письмо папы римского, неизвестно.
Достоверных сведений о дальнейшей судьбе Гудуина не сохранилось. Предполагается, что будучи дуксом Кампании он воевал с лангобардами Беневентского герцогства, пытавшимися расширить свои владения за счёт византийских территорий. Возможно, Гудуин тождественен одному из двух своих тёзок, упоминавшихся в «Хронике» Иоанна Никиусского. Те были сторонниками претендовавшего на престол Ираклия I и приблизительно в 609 году погибли в Египте от рук приверженцев императора Фоки.
Неизвестно, до какого времени Гудуин был дуксом Неаполя. В сообщениях о мятеже, поднятом в середине 610-х годов Иоанном Компсином, о каких-либо византийских правителя города того времени не сообщается. Упоминавшийся как управлявший Неаполем во второй четверти VII века Анатолий был военным магистром: возможно, он был также и дуксом Неаполя или Кампании, но данные об этом в современных ему документах отсутствуют. Следующее достоверное свидетельство в исторических источниках о дуксах Кампании относится к 661 году, когда на эту должность был назначен Василий.